# 夜のバラード (南海放送)
夜のバラード（よるのバラード）は、南海放送ラジオで1966年10月1日から1991年3月29日まで約24年間に渡って毎晩放送された深夜番組。若者のリスナーからのハガキを中心に構成されていた。

## 概要
- リスナーからのハガキ（リクエスト、悩み相談、ポエムなど）中心のトーク番組。
- 1人のDJが10分間を担当。原則として、番組開始当初は月曜から日曜の毎日放送されていた。1986年10月から土曜・日曜の放送が無くなり、月曜〜金曜の放送となった。
- 録音放送であったが、まとめ録りはせず、毎日その日放送する分を収録していた[1]。
- 番組終了が日付が変わる0:00のため、番組のエンディングでは時報への渡しコメントが独特であった。
- テーマ曲の「波の子守唄」は、2人のリスナーが作曲、編曲した。
  - なお、石丸美樹時代のテーマ曲には、大江千里のシングル曲『Bedtime Stories』が使われていた[2]。
- 2003年10月には『50時間ラジオマラソン』内で『帰ってきた夜のバラード〜アナウンサー列伝〜』として、復活特番が放送された[3]。

## 担当パーソナリティ
- 門田洋子 （1966年 - 1974年）
- 高石佳代子（1974年 - ）
- 谷水万里子（ - 1978年）
- 松沢はつみ （1978年 - 1986年9月）
- 石丸美樹 （1986年4月 - 1988年12月）
- 青野えつこ （1989年1月[4] - 1991年3月）

## 放送時間
- 毎日 23:50 - 0:00 （1966年10月 - 1986年9月）→ 月曜日〜金曜日 23:50 - 0:00 （1986年10月 - 1991年3月）

## 各曜日のコーナー
(1981年)
- 月曜日：伝言板コーナー[5]
- 水曜日：恋のお話[5]
- 土曜日：宿題コーナー[5]
- 日曜日：リレー・ストーリー （リスナーがリレー形式で一つのストーリーをつないでいく）[5]
この当時（松沢はつみパーソナリティ時代）、受験シーズンには希望者の中から毎回250名前後に「つる姫大明神」の御札がプレゼントされていた。なお「つる姫」とは、この番組中で公募を行って決まった松沢はつみの呼び名である[5]。
この時点では月曜日から日曜日まで毎日の放送だった。

(1987年)
- 月曜日：伝言板コーナー （リスナーによる、誰かに伝えたいメッセージを紹介）[6]
- 火曜日・水曜日：近況報告の日 （リスナーの近況を紹介）[6]
- 木曜日：恋のお話コーナー[6]
- 金曜日：宿題の日 （前週のお題に答えていた）[6]
この当時、紹介されたものの中から「週間賞」「月間賞」が選ばれ、プレゼントが贈られていた[6]。
この時点では土曜日と日曜日の放送が無くなり、月曜日から金曜日までとなっていた。

## その後
- 初代パーソナリティーの門田洋子の番組門田洋子の青春同窓会内にある「パンドラの箱」のコーナーで、本放送当時にボツにしたハガキを30年ぶりに紹介している。
- 4代目パーソナリティーの松沢はつみの番組（現在は松沢はつみの南海クラシックス内）で帰ってきた夜のバラードとして、16時台から放送している。